# Virrankeskussaari
Virrankeskussaari är en ö i Finland. Den ligger i sjön Enonvesi och i kommunen Nyslott i  landskapet Södra Savolax, i den sydöstra delen av landet, 290 km nordost om huvudstaden Helsingfors. Öns area är 1,5 hektar och dess största längd är 280 meter i sydöst-nordvästlig riktning.